# Małyk Meczi wrych
Mały Meczi wrych (bułg. Малък Мечи връх) – szczyt pasma górskiego Riła, w Bułgarii, o wysokości 2474 m n.p.m.